# Озера Онтаріо
Озера Онтаріо надзвичайно численні — приблизно пів мільйона озер (в тому числі майже чотири тисячі з площею понад 3 км²), що повністю або частково входять до канадської провінції Онтаріо. Так наприклад чотири з п'яти Великих озер, частково відносяться до Онтаріо, частково — до США. Уся південна межа провінції, в тому числі і державний кордон із США повністю проходить водоймами, річками та півтора-десятком озер.

## Розподіл озер
Розподіл озер за площею по Канаді.
| Регіон:              | 3-99 км² | 100-199 км² | 200-399 км² | 400-999 км² | 1000-2499 км² | 2500-9999 км² | понад 10000 км² | Загалом |
| -------------------- | -------- | ----------- | ----------- | ----------- | ------------- | ------------- | --------------- | ------- |
| Атлантичні провінції | 1761     | 19          | 5           | 4           | 1             | 2             | 0               | 1792    |
| Квебек               | 8182     | 49          | 27          | 12          | 5             | 0             | 0               | 8275    |
| Онтаріо              | 3837     | 34          | 12          | 9           | 1             | 2             | 4               | 3899    |
| Прерійні провінції   | 5245     | 65          | 39          | 18          | 8             | 5             | 1               | 5381    |
| Британська Колумбія  | 838      | 6           | 12          | 4           | 1             | 0             | 0               | 861     |
| Території            | 11328    | 108         | 60          | 35          | 8             | 3             | 2               | 11544   |

## Найбільші озера
| Назва           | англ. назва | Загальна площа | Канадська частина | Канадський сегмент озера (без островів) | висота нрм |
| --------------- | ----------- | -------------- | ----------------- | --------------------------------------- | ---------- |
| Верхнє          | Superior    | 82 414         | 28 700            | н/д                                     | 184        |
| Гурон           | Huron       | 59 596         | 36 000            | н/д                                     | 177        |
| Ері             | Erie        | 25 745         | 12 800            | н/д                                     | 174        |
| Онтаріо         | Ontario     | 18 529         | 10 000            | н/д                                     | 75         |
| Ніпігон (озеро) | Nipigon     | 4 848          | 4 848             | 4 510                                   | 260        |
| Лісове          | Woods       | 4 348          | 3 150             | 2 458                                   | 323        |
| Сель            | Seul        | 1 657          | 1 657             | 1 373                                   | 357        |
| Сент-Клер       | St. Clair   | 1 114          | 490               | 436                                     | 175        |
| Абітібі         | Abitibi     | 931            | 931               | 903                                     | 265        |
| Ніпіссінґ       | Nipissing   | 832            | 832               | 822                                     | 196        |
| Сімко           | Simcoe      | 744            | 744               | 723                                     | 219        |
| Дощове          | Rainy       | 741            | 741               | 692                                     | 338        |
| Біг-Траут       | Big Trout   | 661            | 661               | 624                                     | 213        |
| Сенді           | Sandy       | 527            | 527               | 507                                     | 275        |
| Св. Джозеф      | St. Joseph  | 493            | 493               | 459                                     | 371        |
| Траут           | Trout       | 413            | 413               | 368                                     | 394        |

## Дивись також
- Озера Канади